# HMCS Riviere du Loup (K357)
HMCS Riviere du Loup (K357) je bila korveta izboljšanega razreda Flower, ki je med drugo svetovno vojno plula pod zastavo Kraljeve kanadske vojne mornarice.

## Zgodovina
Ladja je bila v lasti Kraljeve kanadske vojne mornarice vse do leta 1947, ko je bila prodana Dominikanski republiki in nato preimenovana v Juan Bautista Maggiolo.